# منتخب أرض الصومال لكرة القدم
منتخب أرض الصومال لكرة القدم هو المنتخب الذي يمثل أرض الصومال في منافسات كرة القدم، هذا المنتخب ليس عضو في الفيفا لكون أرض الصومال دولة غير معترف بها، هذا المنتخب هو عضو في اتحاد الجمعيات المستقلة لكرة القدم وينافس في بطولة كأس العالم لاتحاد الجمعيات المستقلة لكرة القدم.